# Scordonia leucophoca
Scordonia leucophoca är en fjärilsart som beskrevs av Louis Beethoven Prout 1938. Scordonia leucophoca ingår i släktet Scordonia och familjen mätare. Inga underarter finns listade.